# Drongos
Die Drongos (Dicruridae) sind eine Singvogelfamilie, die in tropischen und subtropischen Regionen von Afrika, Asien und Australien verbreitet sind.
Die Familie umfasst nur die Gattung Dicrurus und 29 Arten.

## Merkmale
Drongos werden 18 bis 36 cm groß und haben meist schwarzes, bläulich irisierendes oder matt dunkelgraues Gefieder. Der Rumpf ist zylindrisch-oval und wird auf einem Ast sitzend in eine relativ aufrechte Position gehalten. Ein deutlicher Geschlechtsunterschied besteht nicht. Auffälliges Merkmal ist der meist deutlich gegabelte Schwanz, der bei einigen Arten in zwei auffällige Schmuckfedern ausläuft. Der Kopf ist mittelgroß, der Hals kurz und dick. Die Flügel sind lang. Die Beine sind kurz, die Füße sind klein. Drongos sind stimmgewaltig und können ein großes Repertoire an Tönen von sich geben.

## Lebensraum und Lebensweise
Drongos leben in mehr oder weniger dichten Wäldern, in Baumsavannen und Gärten. Sie fressen überwiegend Insekten und bilden bei der Nahrungssuche oft gemischte Gruppen mit anderen Vogelarten, um die Insekten aufzuschnappen, die auf der Flucht vor den anderen Vögeln davonfliegen. Einige Drongoarten sind auch Kleptoparasiten. Das Fortpflanzungsverhalten ist nur bei wenigen Arten erforscht worden. Sie sind wahrscheinlich monogam. Beide Geschlechter beteiligen sich an Nestbau, an der Brut und an der Fütterung der Jungvögel. Die becherförmigen Nester werden aus Gräsern, Wurzeln, anderem pflanzlichem Material und Spinnweben gebaut und mit Flechten getarnt. Das Brutrevier wird aggressiv verteidigt. Ein Gelege besteht aus einem bis fünf Eiern. Die Brutdauer liegt bei 13 bis 20 Tagen, die Jungvögel verlassen das Nest nach 15 bis 22 Tagen und sind vier bis sieben Wochen nach dem Flüggewerden völlig selbstständig.

## Arten
- Gattung Dicrurus
  - Geradschwanzdrongo (D. ludwigii)
  - Nigerdrongo (D. occidentalis)
  - Sharpedrongo (D. sharpei)
  - Glanzdrongo (D. atripennis)
  - Trauerdrongo (D. adsimilis)
  - Samtdrongo (Dicrurus modestus)
  - Aldabradrongo (D. aldabranus)
  - Braunschwingendrongo (D. fuscipennis)
  - Gabeldrongo (D. forficatus)
  - Mayottedrongo (D. waldeni)
  - Königsdrongo (D. macrocercus)
  - Graudrongo (D. leucophaeus)
  - Graubrustdrongo (D. caerulescens)
  - Krähendrongo (D. annectens)
  - Bronzedrongo (D. aeneus)
  - Spateldrongo (D. remifer)
  - Haarbuschdrongo (D. hottentottus)
  - Philippinendrongo (D. balicassius)
  - Bergdrongo (D. montanus)
  - Sumatradrongo (D. sumatranus)
  - Wallacedrongo (D. densus)
  - Bandschwanzdrongo (D. megarhynchus)
  - Glanzfleckdrongo (D. bracteatus)
  - Andamanendrongo (D. andamanensis)
  - Flaggendrongo (D. paradiseus)
  - Regendrongo (D. lophorinus)
  - Tablasdrongo (D. menagei)

## Belege
1. ↑  Winkler, D. W., S. M. Billerman, and I. J. Lovette (2020). Drongos (Dicruridae), version 1.0. In Birds of the World (S. M. Billerman, B. K. Keeney, P. G. Rodewald, and T. S. Schulenberg, Editors). Cornell Lab of Ornithology, Ithaca, NY, USA. https://doi.org/10.2173/bow.dicrur1.01
2. 1 2  
David W. Winkler, Shawn M. Billerman, Irby J. Lovette: Bird Families of the World - An Invitation to the Spectacular Diversity of Birds. Lynx Edicions and the Cornell Lab of Ornithology, 2015, ISBN 978-84-941892-0-3, S. 376.